# Pobrđe (Raška)
Pobrđe (Servisch cyrillisch Побрђе) is een plaats in de Servische gemeente Raška. De plaats telt 972 inwoners (2002).